# Strzebielino-Osiedle
Strzebielino-Osiedle (kaszb. Strzebielëno, niem. Strebielin) – osada wsi Strzebielino w Polsce, położona w województwie pomorskim, w powiecie wejherowskim, w gminie Łęczyce, w pradolinie Łeby na wschodnim skraju Puszczy Wierzchucińskiej.
Strzebielino-Osiedle tworzy sołectwo do którego należy też wieś Paraszyno.
W potocznym użyciu funkcjonuje również nazwa Strzebielino Morskie (pochodząca od znajdującej się tu stacji kolejowej).

## Położenie
Na rozległych łąkach swój początek ma rzeka Reda. Przebiega tędy droga krajowa nr 6 (Szczecin-Pruszcz Gdański). Strzebielino położone jest przy linii kolejowej 202 Gdańsk - Stargard, ze stacją Strzebielino Morskie, a kolejowy ruch pasażerski obsługiwany jest przez trójmiejską SKM.

## Historia
Historyczne warianty nazewnicze miejscowości to Trsebelin i Trzebelyn. Przed wojną Strzebielino było ważną polską placówką graniczną przy głównej trasie (Berlin)-Szczecin-Gdańsk. W okresie okupacji Niemcy urządzili w Strzebielinie lotnisko polowe, na którym odbywały się szkolenia pilotów.
Dnia 21 listopada 1943 r. (według wcześniejszych źródeł 21 listopada 1942 r.) żołnierze podziemia należący do TOW Gryf Pomorski z dwóch oddziałów partyzanckich pod dowództwem Alfreda Loepera i Bernarda Michałka przeprowadzili udany atak na obiekty lotniska gdzie zniszczyli 6 samolotów szkoleniowych oraz zdobyli znaczne ilości broni i amunicji.
Po wojnie na istniejącym nadal lotnisku funkcjonowało centrum spadochronowe.
W latach 1975–1998 osada administracyjnie należała do województwa gdańskiego.